# Santos Reyes Nopala
Santos Reyes Nopala är en ort i Mexiko.   Den ligger i kommunen Santos Reyes Nopala och delstaten Oaxaca, i den sydöstra delen av landet, 400 km sydost om huvudstaden Mexico City. Santos Reyes Nopala ligger 478 meter över havet och antalet invånare är 4 830.
Terrängen runt Santos Reyes Nopala är huvudsakligen kuperad, men norrut är den bergig. Santos Reyes Nopala ligger nere i en dal. Runt Santos Reyes Nopala är det glesbefolkat, med 10 invånare per kvadratkilometer. Santos Reyes Nopala är det största samhället i trakten. I omgivningarna runt Santos Reyes Nopala växer huvudsakligen savannskog.